# Mirobaeoides occidentalis
Mirobaeoides occidentalis är en stekelart som beskrevs av Austin 1986. Mirobaeoides occidentalis ingår i släktet Mirobaeoides och familjen Scelionidae. Inga underarter finns listade i Catalogue of Life.